# Indrapura (Khmer)
Theo chữ khắc trên tấm bia của Sdok Kok Thom, Indrapura (tiếng Khmer: ឥន្ទ្របុរៈ, tiếng Thái: อินทรปุระ) hoặc Amarendrapura (tiếng Khmer: អមរិន្ទ្របុរៈ, tiếng Thái: อมเรนทรปุระ) là kinh đô đầu tiên của triều đại vua Jayavarman II vào khoảng năm 781, trước khi thành lập Đế quốc Khmer vào năm 802.

## Vị trí
George Coedes và Claude Jacques đã nhận dạng nơi này với Banteay Prei Nokor,:98 nằm gần Kompong Cham, Campuchia, trong khi Michael Vickery cho rằng nó gần kề Kompong Thom hơn. Một số học giả đề xuất Ak Yum là trung tâm của Amarendrapura.